# 小行星5753
小行星5753（英語：5753 Yoshidatadahiko）是一颗围绕太阳公转的小行星。1992年3月4日，圓舘金、渡邊和郎在北见发现了此天体。
这颗小行星的绝对星等为305.7603506750162等。